# Geheimnis der ewigen Nacht
Geheimnis der ewigen Nacht (russischer Originaltitel: Тайна вечной ночи, transkribiert: Taina wetschnoi notschi) ist ein sowjetischer Science-Fiction-Film des Regisseurs Dmitri Wassiljew von 1956, der von Mosfilm produziert wurde. Die DEFA-Synchronisation wurde am 22. Februar 1957 in der DDR uraufgeführt.

## Handlung
Durch ein enormes Seebeben wird eine Insel überschwemmt. Der Ozeanograph Denissow wird bei einer Untersuchung der Insel auf seiner Beobachtungsstation bei einem zweiten Beben durch eine aus dem Meer kommende unheimliche Strahlung geblendet, erlangt nach intensiver Behandlung sein Augenlicht wieder, doch man befürchtet, dass er bald daran sterben wird.
Daraufhin wird eine Tiefsee-Expedition mit dem Forschungsschiff Baikal ausgesandt, das ein Bathyscaph (ein Tiefsee-U-Boot) mit sich führt. Bevor die Expedition beginnt, wird eine Signalboje geborgen, die von einem verunglückten englischen Bathyscaph stammt. Sie enthält ein Tonband mit einer Sprachnachricht, die schlagartig abbricht, als die Taucher von einer großen Gefahr berichten.
Bei ihrem Tauchgang wird die Tauchkugel mit Professor Merzalow und Denissow an Bord von einem gigantischen Kalmar angegriffen, der sich auf der Kugel festsetzt, jedoch mit elektrischer Strahlung vertrieben werden kann. Auch sichten die Forscher bislang unbekannte Riesenfische. Schließlich entdecken sie in mehr als 5000 m Tiefe eine Pflanze, die gegen die tödliche Strahlung immun zu sein scheint und entnehmen Proben, aus denen ein Impfstoff zur Behandlung strahlungskranker Menschen entwickelt werden soll. Außerdem entdecken sie das neue chemische Element Atlantium, mit dem neue Energiequellen erschlossen werden können. Erfolgreich kehren die Forscher wieder an die Meeresoberfläche zurück. Das Leben des verstrahlten Denissow kann gerettet werden.

## Kritik
1983 kritisierten Hahn/Jansen in der Erstausgabe ihres Science-Fiction-Filmlexikons die „Sorglosigkeit und Zuversicht“ des Films, „… mit der größte technische, medizinische und naturwissenschaftliche Probleme … auf einfachste Lösungen“ reduziert wurden. Dies sei eine inzwischen veraltete Anschauung, nach der die Wissenschaft alle Probleme lösen könnte. (Hahn/Jansen, S. 362).
Horst Besel schrieb in Progress Film-Illustrierte: „Dieser Film erzählt eine Geschichte, in der sich Fantasie und Wahrheit mischen. Aber morgen kann Wirklichkeit geworden sein, was hier noch wissenschaftliche Vermutung darstellt. Die Meerestiefen, bis jetzt auf 4000 Meter erforscht, verlieren mit Hilfe der Technik mehr und mehr ihre Unergründlichkeit.“

## Überlieferung
Die deutsche Synchronfassung der DEFA wurde 2009 von Icestorm Entertainment auf DVD ediert. Die Synchronstimme der Hauptfigur Denissow stammt von Günther Simon, die Synchronregie hatte Lisa Honigmann.